# Guo Jianmei
Guo Jianmei (förenklad kinesiska: 郭建梅; Hanyu pinyin Guō Jiànméi), född oktober 1961, är en kinesisk advokat och människorättsaktivist. 2005 var hon en av de 1000 kvinnor som presenterades som nominerade till Nobels fredspris. Hon är mottagare av 2010 Simone De Beauvoir-priset och International Women of Courage Award 2011. 2019 meddelades det att hon kommer att få Right Livelihood Award. Dock kommer hon inte kunna mottaga priset eftersom hon är belagd med utreseförbud av kinesiska myndigheter, enligt källor till Sveriges Radio. Hon är gift med författaren Liu Zhenyun.